# 静海区
静海区是中华人民共和国天津市西南部下辖的一个市辖区，位于天津市西南部。团泊湖、团泊新城、独流镇均位于此。静海面积1476平方公里，区人民政府驻静海镇迎宾大道99号。

## 历史
金明昌四年（1193年）置靖海县，治所涡口寨。元至元二年（1265年）并入会川县（即今青县）；嗣后，再置靖海县。明洪武初年，改称静海县，相沿至今。
1973年7月7日，国务院批复河北省所辖武清、静海、宝坻、宁河、蓟县五县划归天津市。16-18日，天津市人民政府与河北省人民政府在石家庄召开交接会议，部署五县划转相关工作。8月1日，起正式划归天津市管辖。2015年7月撤县设区。

## 人口
2020年，靜海區常住人口78.07萬人，比上年減少0.64萬人，其中城鎮常住人口44.64萬人，常住人口城鎮化率為57.18%，較上年提高0.3個百分點；鄉村人口33.43萬人。户籍人口63.26萬人。

## 行政区划
静海区下辖2个街道办事处、16个镇、2个乡：
朝阳街道、华康街道、朝阳街道、静海镇、唐官屯镇、独流镇、王口镇、台头镇、子牙镇、陈官屯镇、中旺镇、大邱庄镇、蔡公庄镇、梁头镇、团泊镇、双塘镇、大丰堆镇、沿庄镇、西翟庄镇、良王庄乡、杨成庄乡、高新产业园、天津子牙经济技术开发区和天津健康产业国际合作示范区。

## 交通
- 高速公路： 京沪高速、 津石高速、 津沧高速
- 104国道、 336国道过境。
- 天津地铁津静线

## 相关链接
- 静海政务公众信息网 （页面存档备份，存于）